# In.IT Lwów
in.IT Lwów (ukr. Футзальний клуб «in.IT» Львів) – ukraiński klub futsalu z siedzibą w mieście Lwów, na zachodzie kraju, grający od sezonu 2023/24 w futsalowej Ekstra-Lidze Ukrainy.

## Historia
Chronologia nazw:
- 2020: in.IT Lwów (ukr. «in.IT» Львів)

Klub futsalowy in.IT został założony we Lwowie 1 kwietnia 2020 roku. Głównym sponsorem tytularnym jest firma "in.IT Services". Początkowo zespół występował w różnorodnych mistrzostwach i turniejach na poziomie regionalnym. W sezonie 2020/21 klub zgłosił się do rozgrywek w Drugiej ligi, zwyciężając w strefie Lwów. W sezonie 2021/22 zespół startował w grupie Zachód Pierwszej ligi. W sezonie 2023/24 zespół debiutował na najwyższym poziomie w Ekstra-lidze.

## Barwy klubowe, strój i herb
|  |  |  |

Klub ma barwy granatowo-biało-czerwone. Zawodnicy domowe spotkania zazwyczaj grają w granatowych koszulkach, granatowych spodenkach oraz granatowych getrach.

## Sukcesy

### Trofea międzynarodowe
Klub jeszcze nigdy nie zakwalifikował się do rozgrywek europejskich (stan na 31-05-2024).

### Trofea krajowe
| \| \| Zdobyte trofea w rozgrywkach Ukrainy (stan na: 31-05-2024) \| |                                                            |      |          |
| Rozgrywki                                                           | Osiągnięcie                                                | Razy | Sezon(y) |
| · Mistrzostwo                                                       | I miejsce                                                  | 0    |          |
| · Mistrzostwo                                                       | II miejsce                                                 | 0    |          |
| · Mistrzostwo                                                       | III miejsce                                                | 0    |          |
| · Mistrzostwo                                                       | 9.miejsce                                                  | 1    | 2023/24  |
| Puchar                                                              | zdobywca                                                   | 0    |          |
| Puchar                                                              | finalista                                                  | 0    |          |
| Puchar                                                              | ćwierćfinalista                                            | 1    | 2023/24  |
| II liga                                                             | I miejsce                                                  | 0    |          |
| II liga                                                             | II miejsce                                                 | 0    |          |
| II liga                                                             | III miejsce                                                | 0    |          |
| Ukraina                                                             | Zdobyte trofea w rozgrywkach Ukrainy (stan na: 31-05-2024) |      |          |

- Druha liha (D3):
  - mistrz (1): 2020/21 (strefa Lwów)

- Grand Liga Lwowa:
  - wicemistrz (1): 2021

- Pierwsza Liga Lwowa:
  - mistrz (1): 2020

- Puchar Niepodległości Liga Lwowa:
  - zdobywca (1): 2020.

## Poszczególne sezony

### Rozgrywki międzynarodowe

#### Europejskie puchary
Nie uczestniczył w rozgrywkach europejskich.

### Rozgrywki krajowe
| \| \| Bilans występów klubu w rozgrywkach futsalowych Ukrainy (Stan na 31 maja 2024 r.) \| |                                                                                   |        |       |   |   |   |    |    |     |            |        |        |       |
| Poziom                                                                                     | Rozgrywki                                                                         | Sezony | Mecze | Z | R | P | B+ | B– | Pkt | Lata       | Awanse | Spadki | Naj.  |
| I                                                                                          | Wyszcza liha / Ekstra-liha                                                        | 1      |       |   |   |   |    |    |     | od 2023/24 | 0      | 0      | 9     |
| II                                                                                         | Persza liha                                                                       | 2      |       |   |   |   |    |    |     | 2021–2023  | 1      | 0      | 1     |
| III                                                                                        | Druha liha                                                                        | 1      |       |   |   |   |    |    |     | 2020/21    | 1      | 0      | 1     |
|                                                                                            | Puchar Ukrainy                                                                    | 2      |       |   |   |   |    |    |     | od 2022/23 | 0      | 0      | 1/4 f |
| Ukraina                                                                                    | Bilans występów klubu w rozgrywkach futsalowych Ukrainy (Stan na 31 maja 2024 r.) |        |       |   |   |   |    |    |     |            |        |        |       |

## Futsaliści, trenerzy, prezydenci i właściciele klubu

### Trenerzy
- 2020–12.2024:  Andrij Fediuk
- od 12.2024:  Nazarij Stankewycz

## Struktura klubu

### Stadion
Drużyna rozgrywa swoje mecze domowe we Lwowie w Hali Pałacu Sportu Hałyczyna.  

## Kibice i rywalizacja z innymi klubami

### Derby
- Enerhija Lwów